# هال ال‌سی‌اچ
هال ال‌سی‌اچ (به انگلیسی: HAL Light Combat Helicopter) یک بالگرد ساختِ کارخانهٔ هیندوستان آیروناتیکس در کشور هند است که در سال ۲۰۱۰ ساخته شد. نخستین استفاده‌کنندهٔ این بالگرد ارتش هند بوده‌است. این بالگرد برای نخستین بار در ۲۹ مارس ۲۰۱۰ میلادی مورد استفاده قرار گرفت.